# Sinojackia oblongicarpa
Sinojackia oblongicarpa là một loài thực vật có hoa trong họ Bồ đề. Loài này được C.T. Chen & T.R. Cao miêu tả khoa học đầu tiên năm 1998.